# Robert Adrian
Robert Adrian, znany też jako Robert Adrian X (ur. 22 lutego 1935 w Toronto, zm. 7 września 2015 w Wiedniu) – kanadyjski artysta.
Urodził się w rodzinie artystycznej. Uczył się sztuki komercyjnej w szkole średniej, później zajął się malarstwem. W twórczości poświęcił się badaniom wzajemnych relacji sztuki i informacji, posługiwał się na równi tradycyjnymi i nowoczesnymi środkami: malarstwem, rzeźbiarstwem, wideo i telekomunikacją. Stał się pionierem sztuki telekomunikacyjnej. We wczesnych latach 60. wyjechał z kraju i osiadł w Londynie, a w 1972 w Wiedniu.